# Lodovica Comello

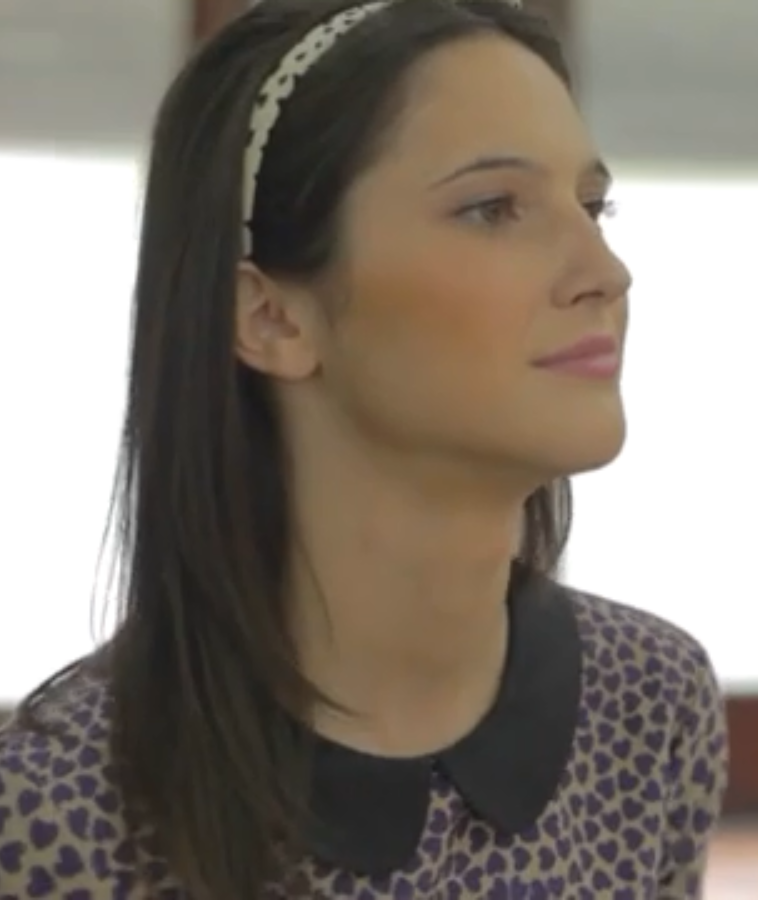
Lodovica Comello, 2013

Lodovica Serafina Comello (* 13. April 1990 in San Daniele del Friuli, Friaul-Julisch Venetien) ist eine italienische Schauspielerin, Sängerin und Tänzerin. Bekannt wurde sie durch die Rolle der Francesca Cauviglia in der argentinischen Disney-Channel-Telenovela Violetta.

## Leben und Karriere
Comello wurde im April 1990 in San Daniele del Friuli, Friaul-Julisch Venetien, geboren. Sie nahm Schauspiel-, Tanz- und Gitarrenunterricht. Sie war als Background-Sängerin für Brenda Asnicar tätig. 2011 erhielt sie das Angebot, in der ersten argentinischen Disney-Channel-Telenovela Violetta die Rolle der Francesca Caviglia zu übernehmen. Sie nahm das Angebot an und war von 2012 bis 2015 in der Fernsehserie zu sehen. Diese Serie stellte ihr Schauspieldebüt dar, mit dem sie international bekannt wurde.
Am 1. November 2013 veröffentlichte Comello die erste Single Universo aus ihrem gleichnamigen Debütalbum, welches am 19. November erschien. Die zweite Single Otro día mas erschien Anfang 2014. Am 5. September 2014 veröffentlichte sie ihre dritte Single I Only Want to Be With You. Am 31. Januar 2015 wurde ihre vierte Single Todo el resto no cuenta veröffentlicht, ein Song ihres zweiten Albums Mariposa, welches am 3. Februar 2015 erschien. Im Mai 2016 brachte Comello ihre Single Non cadiamo mai heraus. Am Sanremo-Festival 2017 nahm sie mit dem Lied Il cielo non mi basta teil und erreichte im Wettbewerb den zwölften Platz.
Comello lebt in Buenos Aires und in Italien. Sie spricht fließend Italienisch, Spanisch und Englisch. Am 1. April 2015 heiratete sie den Produzenten Tomas Goldschmidt.
Am 16. März 2020 brachte sie ihr erstes Kind zur Welt.

## Diskografie

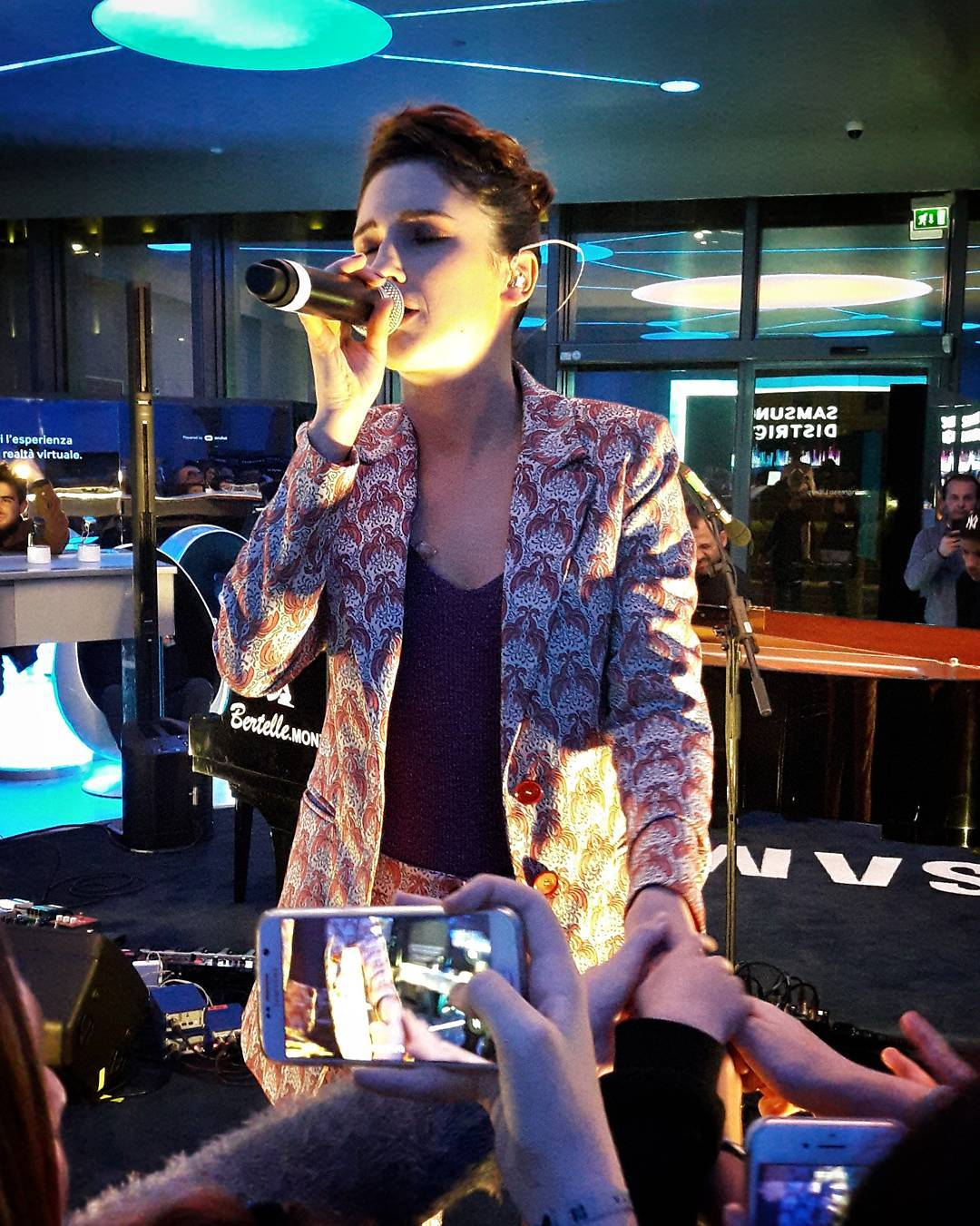
Lodovica Comello, 2017

### Alben
| Jahr | Titel Musiklabel | Höchstplatzierung, Gesamtwochen, AuszeichnungChartplatzierungen (Jahr, Titel, Musiklabel, Platzierungen, Wochen, Auszeichnungen, Anmerkungen) | Höchstplatzierung, Gesamtwochen, AuszeichnungChartplatzierungen (Jahr, Titel, Musiklabel, Platzierungen, Wochen, Auszeichnungen, Anmerkungen) | Anmerkungen                             |
| Jahr | Titel Musiklabel | IT | ES | Anmerkungen                             |
| ---- | ---------------- | --- | --- | --------------------------------------- |
| 2013 | Universo Sony    | IT22 (9 Wo.)IT | ES56 (8 Wo.)ES | Erstveröffentlichung: 19. November 2013 |
| 2015 | Mariposa Sony    | IT13 (6 Wo.)IT | ES81 (1 Wo.)ES | Erstveröffentlichung: 3. Februar 2015   |

### Singles
| Jahr | Titel Album             | Höchstplatzierung, Gesamtwochen, AuszeichnungChartsChartplatzierungen (Jahr, Titel, Album, Platzierungen, Wochen, Auszeichnungen, Anmerkungen) | Anmerkungen |
| Jahr | Titel Album             | IT | Anmerkungen |
| ---- | ----------------------- | --- | ----------- |
| 2017 | Il cielo non mi basta – | IT37 (3 Wo.)IT |             |

Weitere Singles
- 2013: Universo
- 2014: Otro día mas
- 2014: I Only Want to Be with You
- 2015: Todo el resto no cuenta
- 2015: Sin usar palabras
- 2016: Non cadiamo mai
- 2017: 50 Shades of Colours

## Filmografie
- 2009–2019: Italias got talent
- 2012–2015: Violetta (Fernsehserie)
- 2013: Die Monster Uni
- 2015: Alles steht Kopf
- 2016: Poveri ma ricchi

## Belege
1. ↑  https://www.instagram.com/p/B9zTLwloaxZ/
2. ↑  Chartquellen (Alben):
  - Alben von Lodovica Comello. In: Italiancharts.com. Hung Medien, abgerufen am 21. März 2017.
  - Alben von Lodovica Comello. In: Spanishcharts.com. Hung Medien, abgerufen am 21. März 2017.
3. ↑  Archivio classifiche Top Digital. FIMI, abgerufen am 21. März 2017 (italienisch).

| Personendaten    | Personendaten                                      |
| ---------------- | -------------------------------------------------- |
| NAME             | Comello, Lodovica                                  |
| ALTERNATIVNAMEN  | Comello, Lodovica Serafina (vollständiger Name)    |
| KURZBESCHREIBUNG | italienische Schauspielerin, Sängerin und Tänzerin |
| GEBURTSDATUM     | 13. April 1990                                     |
| GEBURTSORT       | San Daniele del Friuli, Friaul-Julisch Venetien    |